# Ḩeşār-e Teymūr Tāsh
Ḩeşār-e Teymūr Tāsh är en ort i Iran.   Den ligger i provinsen Nordkhorasan, i den nordöstra delen av landet, 500 km öster om huvudstaden Teheran. Ḩeşār-e Teymūr Tāsh ligger 1 199 meter över havet och antalet invånare är 168.
Terrängen runt Ḩeşār-e Teymūr Tāsh är lite bergig. Runt Ḩeşār-e Teymūr Tāsh är det ganska glesbefolkat, med 27 invånare per kvadratkilometer. Närmaste större samhälle är Bojnourd, 16,9 km öster om Ḩeşār-e Teymūr Tāsh. Omgivningarna runt Ḩeşār-e Teymūr Tāsh är i huvudsak ett öppet busklandskap.